# Черноморска скорпена
Черноморска скорпена, още черна скорпена или скорпид (Scorpaena porcus), е вид отровна риба от семейство скорпенови (Scorpaenidae).

## Разпространение
Среща се в източната част на Атлантическия океан (от Британските острови до Азорските и Канарските острови), Средиземно и Черно море на дълбочина до 800 m.

## Описание
Достига максимална дължина 25 – 30 cm, а максималното ѝ тегло е до 870 гр.
Скорпидът е дънна риба и води слабо подвижен живот. Главата е голяма и осеяна с шипове и кожни израстъци (големи отровни шипове по предната част на гръбната перка). Устата е голяма, с множество дребни зъби. Гръдните перки са големи и заоблени. Междуочната кост е силно вдлъбната. Оцветяването на гърба и страните е кафяво, изпъстрено с тъмни ивици и петна.

## Хранене
Храни се с бентос. Обикновено живее 6 – 7 години.